# František Straka (politik KSČ)
František Straka (28. ledna 1916 - ???) byl český a československý politik Komunistické strany Československa a poslanec Sněmovny národů Federálního shromáždění za normalizace.

## Biografie
K roku 1971 se profesně uvádí jako vedoucí krajského oddělení MZVŽ (ministerstvo zemědělství a výživy). Ve volbách roku 1971 zasedl do české části Sněmovny národů (volební obvod č. 20 - Pelhřimov, Jihočeský kraj). Ve FS setrval do konce funkčního období, tedy do voleb roku 1976.